# Perfezione catalitica
Con il termine perfezione catalitica (o perfezione cinetica) ci si riferisce alla condizione limite teorica di efficienza catalitica di un enzima.
In condizioni di perfezione catalitica si suppone che la velocità di reazione sia talmente elevata da far sì che il processo della catalisi sia controllato dalla diffusione dei reagenti (detti anche "substrati") dal bulk del fluido al sito attivo (che si trova sulla superficie dell'enzima) e dalla diffusione dei prodotti dal sito attivo al bulk del fluido.
Tale limite teorico imposto dalla diffusione corrisponde ad una efficienza catalitica di circa 108-109 M-1s-1. Infatti la k+1 della reazione (la costante cinetica relativa alla formazione del complesso enzima-substrato a partire da enzima e substrato liberi) non può essere maggiore della frequenza di collisione.
Algebricamente, 
considerando che k+2 = kcat e che (k+2 + k-1)/k+1 =  KM
1. (k+2 x k+1) < (k+2 x k+1)+(k-1 x k+1)
2. (k+2 x k+1) < k+1(k+2 + k-1)
3. k+2 x k+1 / (k+2 + k-1) < k+1
4. kcat/KM < k+1

Alcuni enzimi si avvicinano molto a tale limite. Ad esempio:
- la trioso fosfato isomerasi, un enzima coinvolto nel processo di glicolisi
- la catalasi
- l'acetilcolinesterasi
- la fumarasi.